# Ga Gayang
Ga Gayang (Tiếng Hàn: 가양역, Hanja: 加陽驛) là ga tàu điện ngầm trên Tàu điện ngầm Seoul tuyến 9, nằm ở Gayang-dong, Gangseo-gu, Seoul. Trong số các ga trên Tàu điện ngầm Seoul tuyến 9, đây là ga có nhiều lối ra nhất. Nó nằm ở cuối phía nam của cầu Gayang.

## Lịch sử
- 18 tháng 9 năm 2008: Tên ga quyết định là Ga Gayang [1]
- 24 tháng 7 năm 2009: Bắt đầu kinh doanh với việc khai trương đoạn Gaehwa ~ Sinnonhyeon của Tàu điện ngầm Seoul tuyến 9

## Bố trí ga
| Yangcheonhyanggyo (Địa phương) ↑ Magongnaru (Tốc hành) ↑ |
| E/B \| W/B \|                                            |
| ↓ Yeomchang (Tốc hành) ↓ Jeungmi (Địa phương)            |

| Hướng Tây (Ngoài)  | ● Tuyến 9 | Địa phương | ← Hướng đi Yangcheonhyanggyo · Magongnaru · Sân bay Quốc tế Gimpo · Gaehwa          |
| Hướng Tây (Trong)  | ● Tuyến 9 | Tốc hành   | ← Hướng đi Magongnaru · Sân bay Quốc tế Gimpo                                       |
| Hướng Đông (Trong) | ● Tuyến 9 | Tốc hành   | → Hướng đi Yeomchang · Dangsan · Noryangjin · Bệnh viện cựu chiến binh Trung ương → |
| Hướng Đông (Ngoài) | ● Tuyến 9 | Địa phương | → Hướng đi Yeomchang · Dangsan · Noryangjin · Bệnh viện cựu chiến binh Trung ương → |

## Xung quanh nhà ga
| Lối ra \| 나가는 곳 \| Exit \| 出口 | Lối ra \| 나가는 곳 \| Exit \| 出口 |
| ----------------------------------- | --- |
| 1                                   | Khu phức hợp Gayang 3, 4, 5 Trung tâm cộng đồng Gayang 2-dong Bảo tàng Heojun Trung tâm Năng khiếu Tamra Trung tâm An toàn Công cộng Gayang 2 Trung tâm Phúc lợi Xã hội Gayang 4, 5 Trường tiểu học Topsan Seoul Homeplus Special Chi nhánh Gayang |
| 2                                   | Gayang 2-dong Woosung APT |
| 3                                   | Hướng đi Cầu Gayang và Công viên Hangang |
| 4                                   | Khu phức hợp Gayang 6, 8 Gangnaru Hyundai APT |
| 5                                   | Trường tiểu học Seoul Gayang Gangnaru Hyundai APT Văn phòng Gangseo-gu Tòa nhà Gayang-dong Ủy ban bầu cử Gangseo-gu Trung tâm lưu trữ phương tiện kéo Gangseo-gu                                                                                   |
| 6                                   | Hướng trạm cứu hỏa Gangseo Hướng Ga Jeungmi, Hyundai Printel |
| 7                                   | Văn phòng Gangseo-gu Sở cảnh sát Gangseo Seoul Trụ sở Homeplus và Chi nhánh Gangseo CGV Deungchon |
| 8                                   | Trường trung học cơ sở, trung học phổ thông Mapo Trường tiểu học Seoul Yuseok Trường trung học kinh doanh Gyeongbok Trường trung học nữ sinh Gyeongbok                                                                                             |
| 9                                   | Trung tâm phúc lợi xã hội Deungchon 9 Lotte Cinema Gayang |
| 10                                  | Trường tiểu học Deungwon Trường trung học cơ sở Deungwon Trường tiểu học Deunghyeon Seoul Deungchon Jugong APT Hội trường công cộng SBS Deungchon-dong                                                                                             |

## Hình ảnh

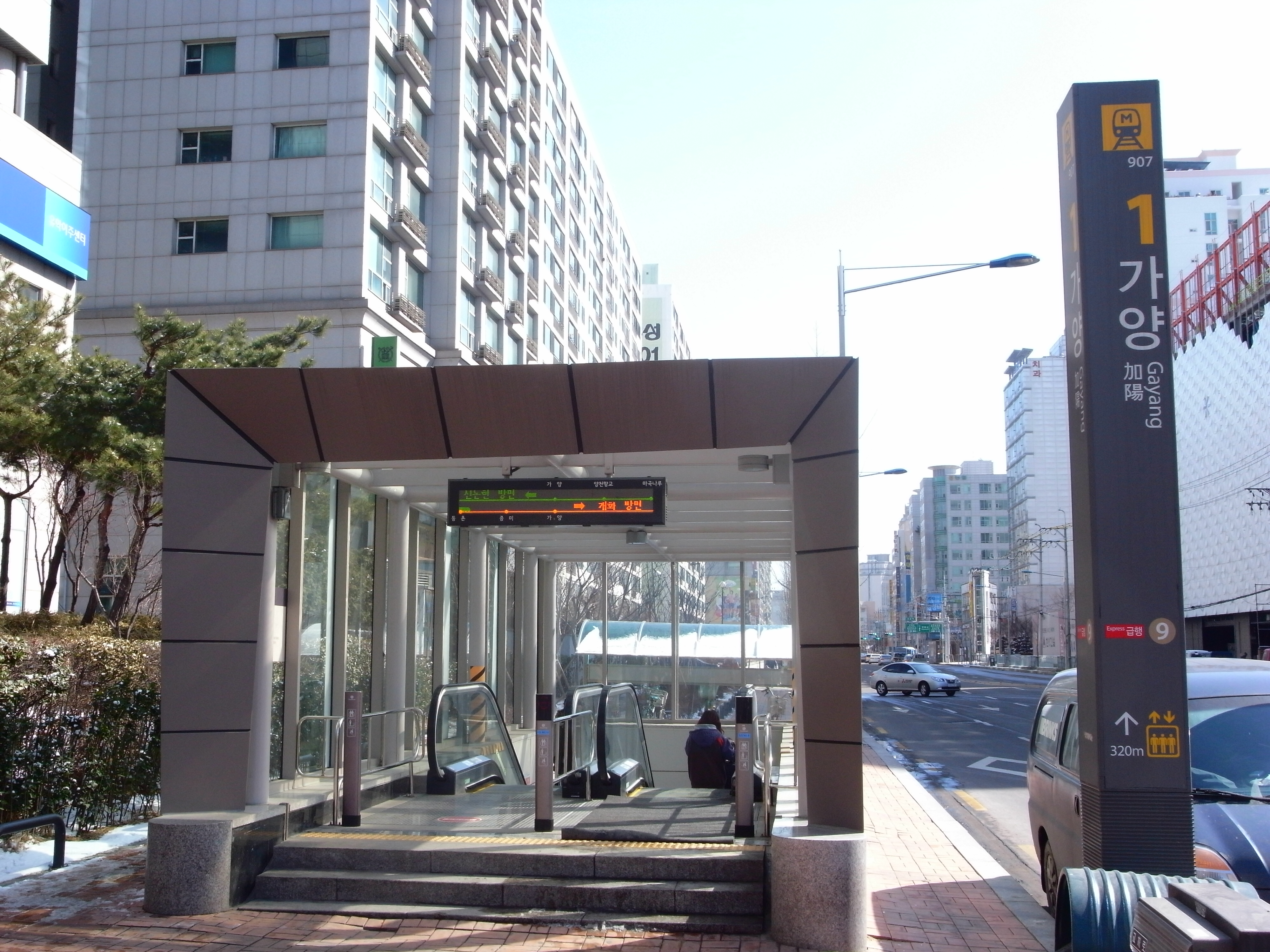
Lối vào 1
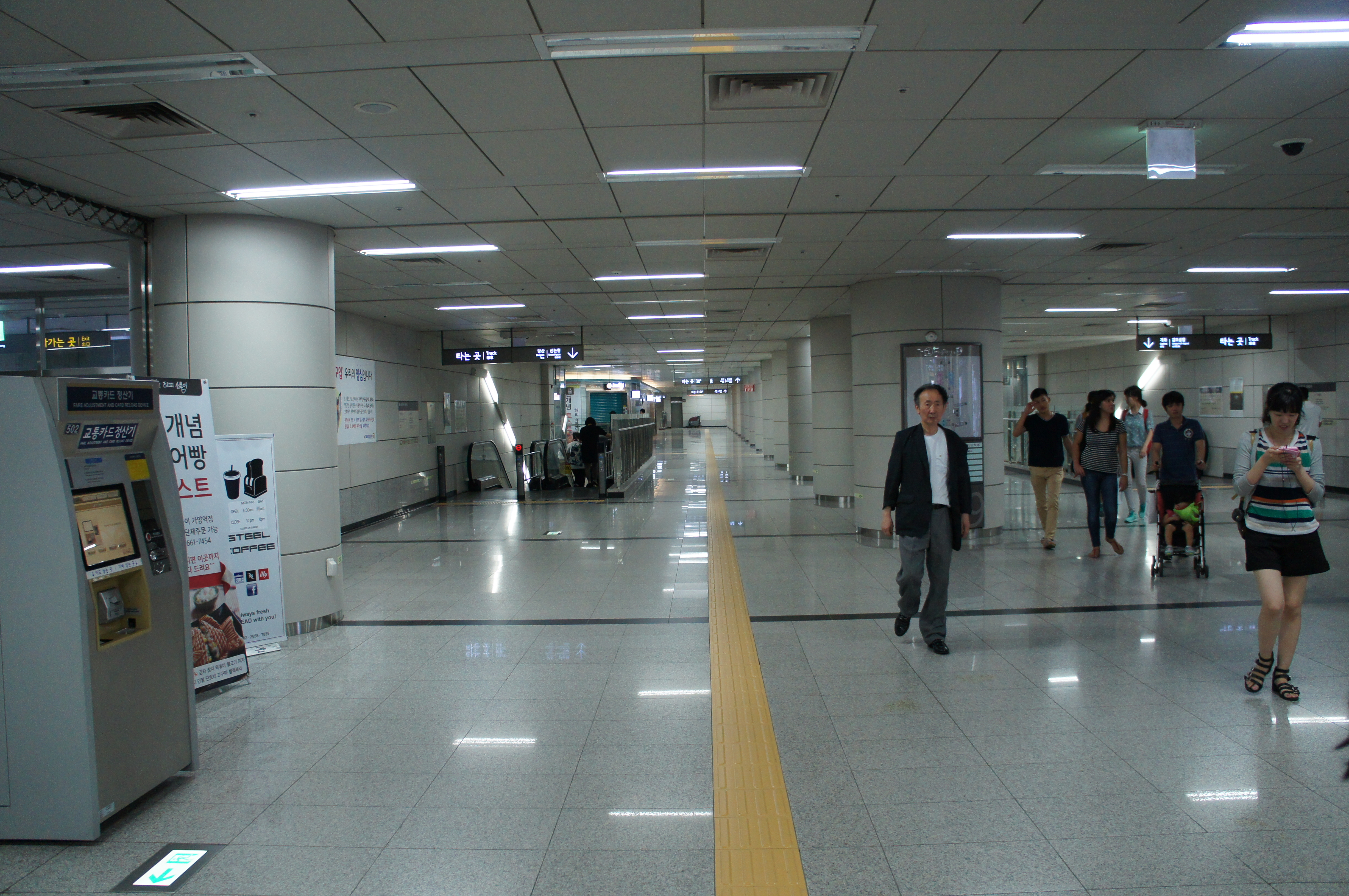
Phòng chờ
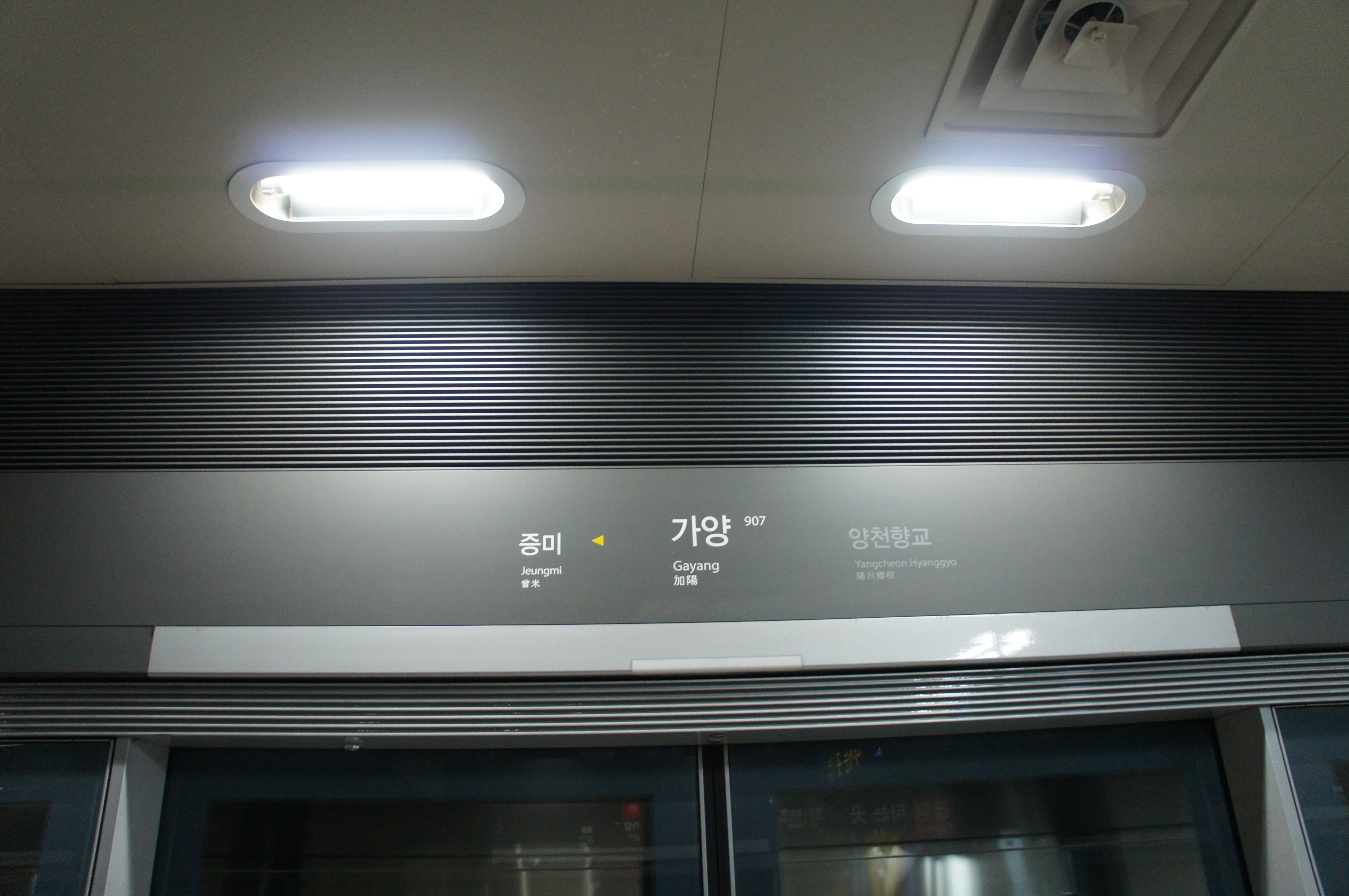
Bảng tên ga trên cửa chắn sân ga địa phương